# La strada per Avonlea
La strada per Avonlea (Road to Avonlea) è una serie televisiva canadese trasmessa sul canale CBC.

## Film TV
Narra le vicende di una comunità di presbiteriani che vivono sull'Isola del Principe Edoardo negli anni 1903-1912 e in particolare dei membri della famiglia King.
La serie è basata su alcuni libri di Lucy Maud Montgomery, in particolare La ragazza delle storie (The Story Girl) e The Golden Road, ma anche su alcuni racconti tratti da due raccolte appartenenti alla saga di Anna dai Capelli Rossi (Cronache di Avonlea e Further Chronicles of Avonlea).
Il 13 dicembre 1998 è stato trasmesso un film TV con il cast originale: Happy Christmas Miss King.

## Episodi
| Stagione         | Episodi | Prima TV USA | Prima TV Italia |
| ---------------- | ------- | ------------ | --------------- |
| Prima stagione   | 13      | 1990         |                 |
| Seconda stagione | 13      | 1990-1991    |                 |
| Terza stagione   | 13      | 1992         |                 |
| Quarta stagione  | 13      | 1993         |                 |
| Quinta stagione  | 13      | 1994         |                 |
| Sesta stagione   | 13      | 1995         |                 |
| Settima stagione | 13      | 1996         |                 |